# SS Penguin
El SS Penguin fue un transbordador neozelandés que se hundió frente a la costa suroeste de Wellington (Nueva Zelanda) tras chocar contra una roca cerca de Sinclair Head en un día de mal tiempo, el 12 de febrero de 1909. El hundimiento del Penguin causó la muerte de 75 personas, dejando sólo 30 supervivientes. Fue el peor desastre marítimo del siglo XX en Nueva Zelanda.

## Hundimiento
El Penguin partió de Picton el 12 de febrero de 1909 rumbo a Wellington en buenas condiciones. Sin embargo, las condiciones meteorológicas cambiaron a las 8 de la tarde, con vientos muy fuertes y mala visibilidad. A las 22.00 horas, el capitán Francis Naylor se dirigió mar adentro para esperar una mejora del tiempo, pero el buque chocó contra Thoms Rock al virar y empezó a entrar agua. 
Las mujeres y los niños fueron subidos a los botes salvavidas, pero el mar embravecido los arrastró bajo el agua; sólo una mujer sobrevivió y todos los niños murieron. Otros supervivientes estuvieron a la deriva durante horas en balsas antes de ponerse a salvo. Al hundirse el Penguin, el agua de mar inundó la sala de máquinas. El agua fría alcanzó las calderas y una enorme explosión de vapor fracturó violentamente el barco.
Tras la catástrofe, se declaró medio día festivo en Wellington para permitir la celebración de los numerosos funerales, ya que unas 40 personas fueron enterradas en el cementerio de Karori.
Un tribunal de investigación determinó que el buque chocó contra unas rocas cerca de la desembocadura del arroyo Karori, en el estrecho de Cook. El capitán mantuvo que había chocado contra el casco sumergido del Rio Loge, un buque que se había hundido el mes anterior.
En el centenario del hundimiento, el alcalde de Wellington descubrió una placa en Tongue Point, cerca del lugar del naufragio.